# Centrotherm international
Die centrotherm international AG (bis Juni 2017: centrotherm photovoltaics AG) mit Sitz im baden-württembergischen Blaubeuren ist ein deutscher Anlagenbauer und Dienstleister der Solartechnik- und Halbleiterbranche.
Das Unternehmen entwickelt, produziert und vertreibt Produktionsanlagen und Prozesstechnik zur Herstellung von Solarzellen und Halbleitern und ist darüber hinaus für die Kunden auch mit verschiedenen Dienstleistungen aktiv.

## Geschichte
Das Unternehmen entstand aus der 1976 gegründeten „centrotherm Elektrische Anlagen GmbH + Co. KG“. In den 1990er Jahren stieg das Unternehmen in das Geschäftssegment Photovoltaik ein und zählt seit 2000 zu den international führenden Anbietern. Im Zuge der Umstrukturierung des Unternehmens wurde der Photovoltaik-Bereich ab 2004 zunächst unter der Firmierung „centrotherm Photovoltaics Solutions GmbH & Co. KG“ geführt und 2006 auf die neu gegründete „centrotherm photovoltaics AG“ übertragen.
Der Einbruch im Investitionsgütermarkt der Photovoltaikindustrie 2012 und 2013 wirkte sich massiv auf die Umsatz- und Ertragssituation des Unternehmens aus. Ein umfassendes Restrukturierungsprogramm wurde 2012 eingeleitet. Es sah eine Refokussierung auf die Kernbereiche kristalline Solarzelle und Halbleiter vor, bei gleichzeitiger Reduzierung der Mitarbeiterzahl.
Am 11. Juli 2012 teilte das Unternehmen mit, dass es einen Antrag auf Gläubigerschutz gestellt habe. Bereits am 12. Juli 2012 hat das Amtsgericht Ulm dem Antrag auf Einleitung eines Schutzschirmverfahrens (Insolvenzordnung § 270b) stattgegeben. Das in Eigenverwaltung abgewickelte Insolvenzverfahren wurde Ende Mai 2013 vom Amtsgericht Ulm aufgehoben und der Insolvenzplan umgesetzt.
Seit Januar 2016 ist Solarpark Blautal mit 90 % der Anteile neue Mehrheitsaktionärin.

## Aktie
Die Aktie war vom 12. Oktober 2007 bis Ende Februar 2013 im Prime Standard der Frankfurter Wertpapierbörse notiert und wurde vom 27. Dezember 2007 bis zum 15. Juni 2012 im TecDAX gelistet. Außerdem wurde sie in den Photovoltaik Global 30 Index aufgenommen und wurde bis 21. September 2012 im ÖkoDAX geführt. Zwischen März 2013 und September 2014 war die Aktie im General Standard der Frankfurter Wertpapierbörse notiert, danach erfolgte zur Einsparung von Kosten der Wechsel in den Entry Standard.

## Geschäftsbereiche und Beteiligungen
Die Aktivitäten der centrotherm international AG gliedern sich in drei Geschäftsbereiche:
Bereich Halbleiter und Mikroelektronik
Produktionslösungen für die Waferherstellung, Leistungshalbleiter, MEMS, Optoelektronik, Passivbauteile und Advanced Packaging
Bereich Photovoltaik
Integrierte Produktionslösungen und Prozesstechnologie für die Massenproduktion von hocheffizienten Solarzellen wie PERC, IBC oder POLO
Bereich Hochleistungsfasern
Prozesslösungen für eine kostengünstige, schnelle und ressourcenschonende Faserproduktion aus PAN und Homo-PAN sowie aus nachhaltigen Rohstoffen wie Zellulose oder Lignin
Bereich Service- und Vertriebsgesellschaften
- centrotherm Asia Pte. Ltd., Singapur (Vertriebs- und Servicegesellschaft; 100 %-Tochtergesellschaft), mit einer weiteren Niederlassungstochter in Luchu Township, Taoyuan County, Taiwan (centrotherm photovoltaics Asia Pte. Ltd. Taiwan Branch).
- centrotherm USA Inc.
- centrotherm Technology Shanghai Co. Ltd.
- centrotherm India Pte. Ltd.
- centrotherm Korea Ltd.